# Thunder Force II
Thunder Force II (サンダーフォースII, Sandā Fōsu II) é um scrolling shooter desenvolvido pela Technosoft. Foi lançado pela primeira vez no Japão em 15 de outubro de 1988 para o computador Sharp X68000. Um ano depois, ele foi portado para o console de videogame Sega Mega Drive e lançado no Japão (sob o nome Thunder Force II MD), Europa e Estados Unidos. Thunder Force II foi um dos seis títulos de lançamento para o lançamento do Mega Drive nos EUA. É o segundo capítulo da série Thunder Force.

## Jogabilidade
As fases do jogo agora são divididas em dois formatos: o scrolling de movimentação livre, o formato da fase aérea do jogo anterior (conhecido como "visão panorâmica") e as fases de avanço horizontal (chamadas de fases de "visão lateral") que se tornariam o pilar da série, abandonando totalmente o primeiro. Cada fase começa na perspectiva da visão superior, onde o jogador tem que localizar os núcleos de um certo número de bases inimigas principais e destruí-las. Depois disso, a fase continua a partir da perspectiva de visão lateral, que é reproduzida como um tradicional shooter de rolagem horizontal. Depois que o chefe da sub-fase de visão lateral é derrotado, o jogador passa para a próxima fase.
Baseando-se em seu predecessor, Thunder Force II introduziu um sistema de armas que se tornaria marcante para o resto da série. A nave do jogador agora tem um arsenal de armas padrão que inclui um disparo duplo de tiro para frente (o tiro "Duplo"), um único tiro para a frente e único para trás e um tiro de bomba nas fases de visão panorâmica. Coletando certos itens, as armas padrão podem ser atualizadas para um nível mais poderoso. Além disso, o jogador pode obter um certo número de novas armas com várias habilidades únicas, coletando o item correspondente da arma.
Uma vez obtidas, as armas podem ser trocadas como o jogador desejar, mas se a nave for destruída, todas as armas são perdidas, exceto as padrões. As fases de visão superior e visão lateral possuem diferentes conjuntos de armas; perder armas nas fases de visão superior não afeta as armas equipadas nas fases de visão lateral e vice-versa.
O Thunder Force II também introduziu os complementos CRAW; pequenos pods que giram em torno da nave. A função dos CRAWs é bloquear tiros de entrada fracos e fornecer poder de fogo extra ao disparar tiros únicos e normais. O jogador pode adquirir até dois CRAWs de cada vez, mas irá perdê-los caso a nave seja destruída. Exclusivamente para este jogo da série é um item que aumenta temporariamente sua velocidade de órbita, tornando-os mais propensos a bloquear as balas.

## Enredo
Ocorrendo logo após a Thunder Force, o Império ORN cria uma nova e poderosa nave de guerra, a Plealos (também conhecida como Preareos). Usando este encouraçado, o ORN mais uma vez ataca a Federação Galáctica. O resultado dos ataques acaba na destruição do planeta de Reda, afiliado à Federação Galáctica, e em grande destruição no planeta Nepura (também conhecido como Nebula), que o Império ORN eventualmente captura da Federação Galáctica.
Eventualmente, a Federação Galáctica descobre que o Império ORN guarda a Plealos abaixo da superfície de Nebula quando não está em uso, e aproveita a oportunidade para planejar uma operação para destrui-la. Eles enviam a próxima versão de sua série de naves de combate Fire Leo, o FIRE LEO-02 Exceliza, para destruir bases do Império ORN em Nebula e eventualmente encontrar e destruir a Plealos. O jogador controla a Exceliza e viaja através de uma variedade de fases para atingir esse objetivo. A imagem da capa de Thunder Force II para o Mega Drive, do ilustrador Marc Ericksen, descreve o ataque avançado do FIRE LEO-02 em Nepura utilizando sua ordem de disparo para frente e para trás.

## Diferenças entre versões
Na versão do X68000 o jogo tem visuais ligeiramente melhores do que a sua versão no Sega Mega Drive. Por exemplo, alguns dos fundos das fases com visão superior têm efeitos de rolagem que a versão do Mega Drive não possui. Isso pode ser visto mais prontamente na água na primeira fase de visão superior. Por outro lado,  os sprites no jogo do X68000 são tipicamente maiores, mas também geralmente menos animados que o porte para o Mega Drive.
A versão do X68000 tem samples de voz mais claras, incluindo efeitos de voz extras, como o "----!" exclamação ouvida após a última vida do jogador ser perdida. A versão do X68000 também possui uma sequência de introdução e uma fase extra (de visão superior e lateral) não encontrado na versão Mega Drive. Finalmente, ambas as versões têm algumas armas exclusivas umas das outras (por exemplo, a "Sidewinder" na versão do X68000 corresponde a "Nova" na versão Mega Drive).

## Recepção
A revista japonesa Famitsu deu à versão Mega Drive do jogo uma pontuação de 28 de 40. A revista britânica Mean Machines também analisou a versão do Mega Drive e deu uma pontuação de 82%.